# آرمین ایخهولز
آرمین ایخهولز (انگلیسی: Armin Eichholz؛ زادهٔ ۲۱ مه ۱۹۶۴) قایقران روئینگ اهل آلمان بود.
وی در مسابقات کشوری و بین‌المللی در مجموع برندهٔ ۲ مدال طلا، ۱ مدال برنز شده‌است.